# Gothic (серија видео-игара)
Готика је серијал акционих видео игара под истим именом. Ово је такозвана акциона игра улога (енг: role-playing). Главни лик који извршава задате задатке је особа која игра игру у реалном времену и око њега се одвијају сва дешавања. Креатор и власник игре је  корпорације из Немачке која такође поседује лиценцу за ову игру. Међутим, последње издање у овом серијалу је издала  корпорација. Последњу надоградњу последњег издања из овог серијала је развила  корпорација.

## Игре у склопу серијала
Игра је почела са једноставним заплетом који је каснијим надограђивањем и проширивањем створио читаву серију игара Готика. То су:
- Готика 1 (2001) (енг: Gothic I)
- Готика 2 (2002) (енг: Gothic II)
  - Готика 2 - Ноћ гаврана (Немачка, 2003; Енглеска, 2005) (енг: Gothic II: Night of the Raven)
- Готика 3 (2006) (енг: Gothic 3)
  - Готика 3 - Напуштени богови (2008) (енг: Gothic 3: Forsaken Gods )
  - Готика 3 - Почетак (2008) (енг: Gothic 3: The Beginning)
- Арканија: Готика 4 (2010) (енг: Arcania: Gothic 4)
  - Арканија: Готика 4 - Сатарифов пад (2011) (енг: Arcania: Fall of Setarrif )

## Готика 1
Основни чланак: Готика 1
Први део игре Готика је изашао 15. марта 2001. године у Немачкој, а 23. новембра 2001. у Северној Америци. Игра се одвија у измишљеном средњевековном свету обогаћеном фантастиком, у коме људска раса губи рат са орковима. Главни јунак, безимени млади човек, приморан је да ради у казненој колонији због својих злочина. У циљу да се успешно настави борба против оркова, краљ мора да издвоји магичну руду и искористи је за израду наоружања и оклопа. Сваки провалник, лопов или било који други злочинац је послат у казнену колонију да ради у рудницима, на основу краљевог наређења. Како би затворенике задржао у колонији, краљ је унајмио 12 чаробњака да направе магичну баријеру изнад колоније. Међутим, због компликација, баријера је обухватила много већу област него што је сама казнена колониј, закључно са чаробњацима и краљевим снагама. Краљева војска која је остала заробљена испод баријере ускоро губи контролу над затвореницима и краљ нема другог избора него да тргује са њима. Убрзо након тога осуђеници се деле у неколико кампова којима играч може да се придружи у зависности од развоја саме приче током играња.

## Готика 2
Основни чланак: Готика 2
Готика 2 је други део игре Готика серијала, објављена 23. новембра 2002. године у Немачкој, а 29. октобра 2003. у Северној Америци. Прича се наставља тамо где се прича завршила у Готици 1 - ситуација када магична баријера пада и затвореници беже. Многи од њих су се упутули ка Коринису под лажним именима јер војска тражи одбегле затворенике, а остали су остали у планинама формирајући групе бандита и пљачкаша. Али ствари нису толико добре у Коринису као што су многи мислили. Зардас (јунаков ментор) нас обавештава о већем злу које сада прети. Иза тог великог зла се крио Спавач који је упутио последњи позив својим обожаваоцима и миљеницима да се окупе у долини рудника.

### Готика 2 - Ноћ гаврана
Основни чланак: Готика 2 - Ноћ гаврана
Готика 2 - Ноћ гаврана је званична надоградња дела Готика 2. Она је објављена 22. августа 2003. године у Немачкој, а 20. јануара 2005. у Северној Америци као део пакета "Готика 2 Златно издање". Надоградња нам представља нов свет у игри под називом Јаркендар који је смештен северозападно од Кориниса. То је древни и напуштен град, насељен махом пиратима и бандитима. Јунак отвара портал ка Јаркендару уз помоћ водених чаробњака (магова), и тамо открива каква претња се надвила над острвом.

## Готика 3
Основни чланак: Готика 3
Готика 3 је трећи наставак игре Готика серијала и званични наставак игре Готика 2. Објављена је 13.-ог Октобра 2006.-е у Европи а 20.-ог Новембра 2006.-е у Северној Америци. Овај део нам показује како јунак са својим пријатељима плови ка Миртани. Након доласка тамо, откривају да је континент прегажен од стране орка популације која је поробила људску популацију. То није био једини шок за јунака игре, други ударац који је тешко поднео је тај да је Зардас, његов ментор, главни и одговорни за то што су оркови преузели Миртану. Међутим, ствари ће се променити када јунак касније открије Зардасову локацију и када сазна да је он само употребио оркове за рад своје личне циљеве а не да помогне орковима на првом месту. Тада Зардас даје задатак јунаку да му пронађе одређене реликвије древног народа и наравно да убије краља који га је затворио у казненој колонији. Након тога, Зардас и јунак одлазе заједно уз помоћ портала до непознате земље.

### Готика 3 - Напуштени богови
Основни чланак: Готика 3 - Напуштени богови
Готика 3: Напуштени богови је званична надоградња за Готика 3 игру. Објављена је 21.-ог Новембра 2008.-е године у Европи и у Северној Америци истовремено. Две године је прошло откако су јунак и Зардас отишли у непознату земљу. Одатле, они су пазили на дешавања у Миртани, која је била уништена у ратовима између фракција. Херој није могао више да издржи, гледајући како земља за коју је дао свој живот уништена, и тако одлучује да се врати назад. Зардас му не дозвољава да оде и објашњава му како ће људски род коначно да се умори од ратовања и како ће мир на крају да превлада. Љути јунак одбија да слуша и након велике битке која му је скоро дошла главе, враћа се у Миртану да је уједини. Ускоро јунак самог себе проглашава новим краљем Миртаније.

### Готика 3 - Почетак
Основни чланак: Готика 3 - Почетак
Готика 3 - Почетак је РПГ мобилна верзија игре, произведена од стране немачког издавача Handy-Games GmbH а објављена је од стране JoWooD Entertainment корпорације. Радња игре је смештена 140 година пре догађаја Готике 1, на острву Коринис. Зардас (један од главних ликова из оригиналне рачунарске Готика игре), сироче, које је очувано од стране једног фармера, којег једне вечери посећује дух Бутомар. Дух је тада рекао младом Зардасу о непознатој претњи и замолио га да пронађе остале изабране, којих је било свега четворица.

## Арканија: Готика 4
Основни чланак: Арканија: Готика 4
Арканија: Готика 4 је четврти наставак игре Готика, који је објављен 12.-ог Октобра 2010.-е године. Како је 2011.-е године права на Готику поново преузела корпорација Piranha Bytes, Арканија постаје независна серија, која се окреће око основне приче Готика серијала. Арканија је прва игра у серијалу која има новог јунака. Исто тако, ово је прва игра у серијалу која објављена само за 2 платформе: Windows и Xbox 360. У основи, игра је исто била планирана и за PlayStation 3 платформу. Овај четврти наставак је такође развијен од стране друге компаније. Прва три дела су била развијена од стране Piranha Bytes корпорације док је четврти део развијен од стране Spellbound Entertainment корпорације. Догађања у Арканији се настављају директно након дела Готика 3 - Напуштених богова. Арканија ће по први пут да упозна играча са јужним острвима. 10 година је прошло, самопроглашени краљ се претворио у грубијана и уништио и освојио јужна острва. Нови јунак се уздиже када види да је његов родни градић уништен од стране злог краља. Велике претње вребају новог хероја у његовом походу за осветом.
На крају открива, током извршавања задатака у циљу своје освете, да није краљ тај ко је уништио њеогово село него одређене битанге из његове војске и успут сазнаје да је он једини ко може да стави тачку на све то и протера демона који мучи краља. На крају, након освете, херој протерује демона из тело краља Робара али он је опет призван од стране непријатеља за које се мислело да су одавно уништени и тиме је остављено место за могући наставак овог серијала игре Готика.

### Арканија: Готика 4 - Сатарифов пад
Основни чланак: Арканија: Готика 4 - Сатарифов пад
Најављен од стране Spellbound and JoWooD корпорације, 9.-ог Децембра 2010.-е ово постаје прва надоградња Арканије за Готик 4 под називом Сатарифов пад, и коначно објављен 25.-ог Октобра 2011.-е за рачунар а 31.-ог Маја 2013.-е за PlayStation 3 and Xbox 360 платформу. Арканија: Сатарифов пад надовезује се на главни део игре и додаје још једно поглавље епске приче. Након истеривања демона који је опседао краља Робара трећег, он проналази пут до Сатарифа и тамо налази новог домаћина. У Сатафифу, који је одсечен од остатка острва, хаос и анархија су се проширили веома брзо! Краљ Робар трећи се суочио са овим чињеницама и почео да се боји да ће изгубити град и неке од својих сабораца, који су у то време били у Сатарифу. Безимени јунак је тада послат тамо од стране краља који је морао да одпутује у Сатариф... али он није имао благе везе шта се пред њим спрема.

## Будуће верзије
Шпекулације ко заиста има права над Готика серија у периоду од 2007.-е до 2011.-е допринеле су да Mike Hoge ко-оснивач Piranha Bytes корпорације, креатор Готике убрзо након објављивања наставка игре Risen под називом Risen 2: Dark Waters успео да врати права под надлежношћу Piranha Bytes корпорације, ал без спомињања да ли ће бити развијени наредни део игре Готика.
Касније у 2011.-ој је потврђено да JoWooD Entertainment корпорација је једина која има право на четврти део игре и на њихове наставке. Као таква, права ће бити враћена на изворног креатора.
Тренутно је непознато да ли ће Piranha Bytes да развије наредни део серијала игре Готик. Nordic Games корпорација је већ најавила да они имају планове да наставе причу под лиценцираним именом Арканија која ће бити настављена тамо где се завршава Сатарифов пад. Касније у 2012.-ој, Piranha Bytes је почела са радом на ненајављеном пројекту о коме је било доста шпекулација као нова игра Готике, али још ништа није потврдило те шпекулације.

## Serija Gothic na Nintendo Switch
U 2023. godini, na konzolu Nintendo Switch će doći dva dela serije. THQ Nordic je pripremio prenosivi port originalnog koda igre, bez remasteringa i bez izmena (iako sa mnogo ispravki). Prvi deo serije, Gothic Classic, objavljen je 28. septembra 2023. godine. Drugi deo, Gothic II Complete Classic, zajedno sa proširenjem Noc Kruka, imaće svoju premijeru 28. novembra 2023. godine.